# Santa Maria del Giudice
Santa Maria del Giudice è una frazione del comune italiano di Lucca.

## Geografia fisica
Situata in una vallata dei Monti Pisani, Santa Maria del Giudice è situata nell'estremo sud del comune e provincia di Lucca, confina col comune di San Giuliano Terme a sud e con la frazione di San Lorenzo a Vaccoli a nord.
Parte del territorio montano meridionale è incluso dell'area naturale protetta di interesse locale Monte Castellare.
Nasce da località Berti il Rio Guappero, piccolo affliente del canale Ozzeri.
Antico luogo di passaggio tra la Repubblica di Pisa e la Repubblica di Lucca tramite il famoso passo di Dante, oggi la frazione è ben collegata a Pisa e Lucca grazie all'apertura del Foro di San Giuliano il 30 marzo 1922 e alla variante della Strada Statale 12.

## Origini del nome
Santa Maria del Giudice deve il suo nome ad una antica famiglia longobarda, nome noto a partire dal XII secolo. Il nome in origine era infatti Sancta Maria Ley Judicis, successivamente diventato in "del Giudice" per via di possedimenti terrieri del Giudice imperiale Leone.

## Storia

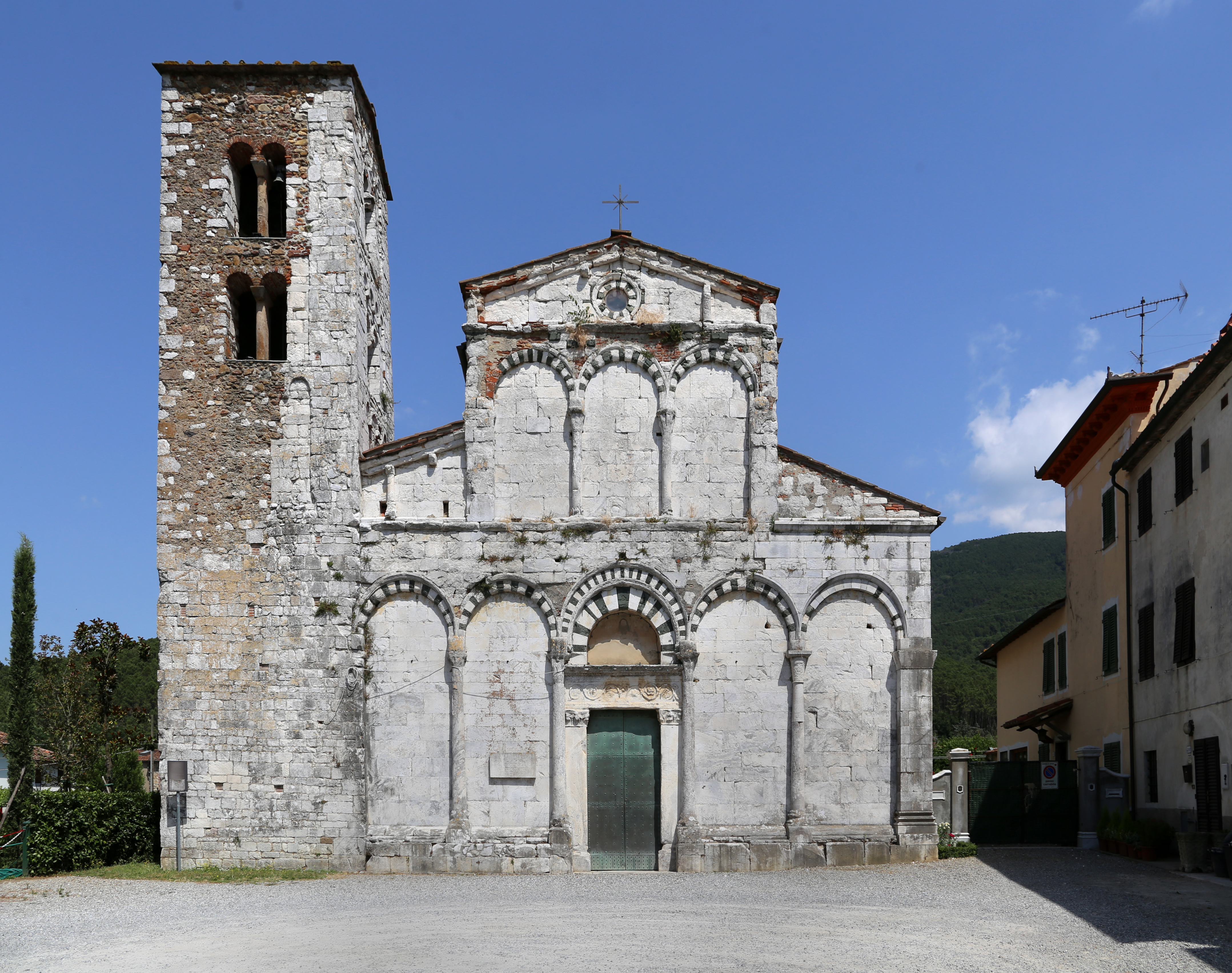
Pieve di San Giovanni Battista

Le sue antiche origini sono testimoniate dall'antica Pieve di San Giovanni Battista, lodevole esempio di architettura romanica pisano-lucchese. Santa Maria del Giudice fu anche una importante località di confine, fortemente militarizzata per via dei continui scontri tra le repubbliche di Pisa e Lucca. La maggior parte delle fortificazioni lucchesi furono distrutte nel 1314 da Uguccione della Faggiola, signore di Pisa al tempo, e a Santa Maria del Giudice rimane solo un'antica torre difensiva.
Nel XIV secolo Dante Alighieri, nella sua Divina Commedia disse riguardo ai monti sopra Santa Maria del Giudice:
cacciando il lupo e lupicini al monte

per che i Pisan veder Lucca non ponno.»
(Dante Alighieri, Inferno, Canto I vv 28-30)

## Monumenti e luoghi d'interesse
- Pieve di San Giovanni Battista;
- Pieve di Santa Maria Assunta, nota anche come pieve nuova.

## Società

### Istituzioni, enti e associazioni
"Casa degli Anziani" RSA Residenza sanitaria assistenziale, 25 posti. È sita in via 24 maggio, 69 A. Nel 2021 è stata inaugurata la  " Stanza degli abbracci". https://www.uslnordovest.toscana.it/notizie/6659-rsa-di-santa-maria-del-giudice-inaugurata-la-stanza-degli-abbracci

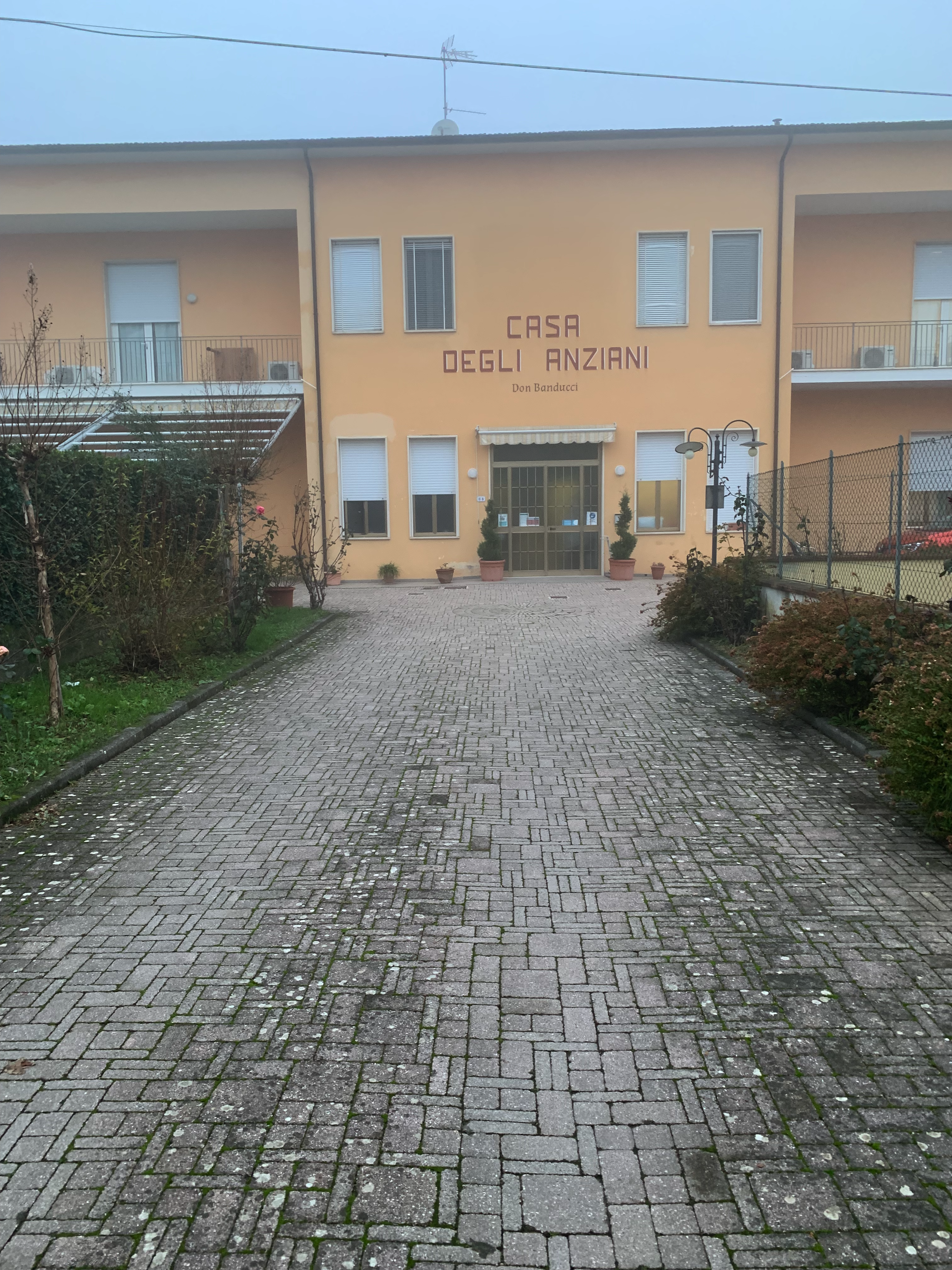
Casa degli Anziani a Santa Maria del Giudice (Lucca)